# 合奏團

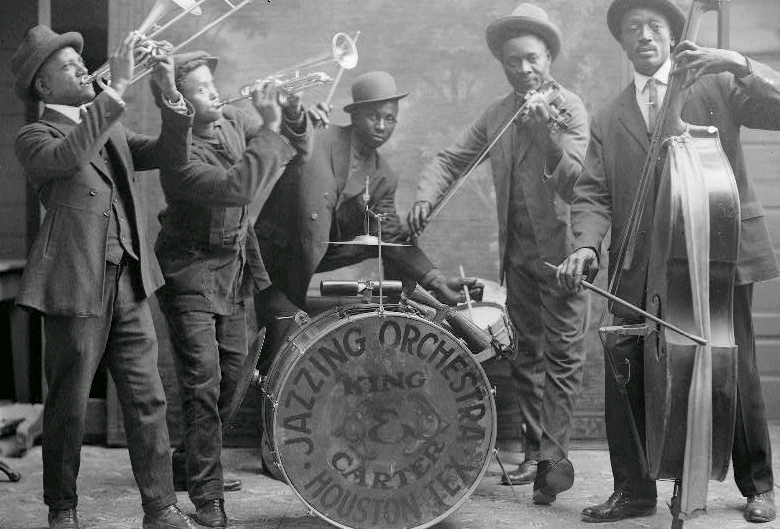
The King & Carter 爵士樂團，1921年。

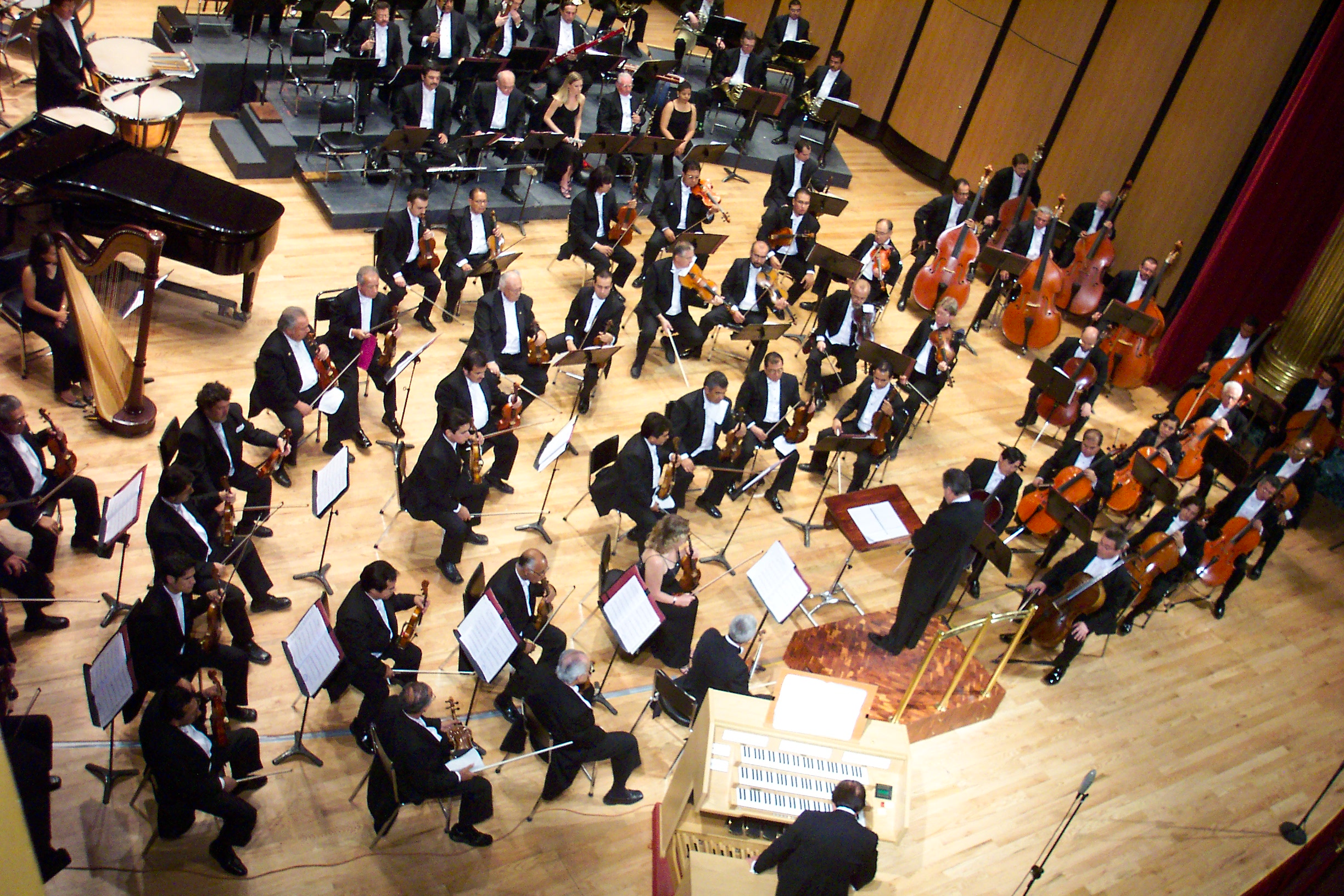
墨西哥哈利斯科管絃樂團是屬於規模較大的古典音樂合奏團。

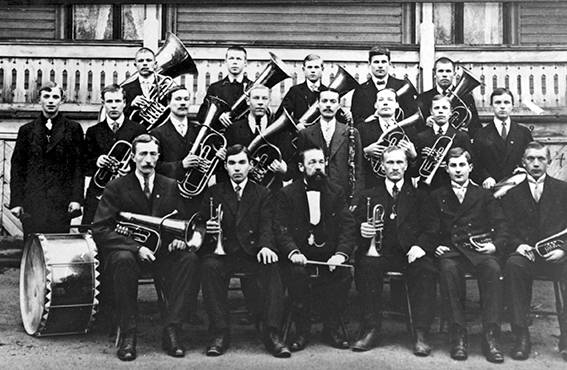
芬蘭波里的工人組織銅管樂團，1920年。

合奏團（Musical ensemble，亦可簡稱為Ensemble、Music group或Musical group），泛指是一群以演奏音樂為主的人集結起來而形成的一個團體，主要為純器樂或純聲樂，亦可兩者兼備或加入少量其他非音樂類型表演。廣義上室樂亦可計算入合奏團，但室樂的演奏人數往往比合奏團更少，亦通常指某些特定的樂器組合。「合奏團」一詞較多用於古典音樂團體上，但亦可應用於流行音樂、嘟·喔普、爵士音樂等。
合奏團的組成比起室樂更多變化，例如樂團可以是包涵不同類型樂器的組合（管絃樂團、中樂團、搖滾樂隊、爵士樂隊）；亦可是單一類別的樂器給合（管樂團、絃樂團、敲擊樂團），甚至是單一種類的樂器組合（長笛合奏、小提琴合奏、薩克斯管等、古箏合奏、大正琴合奏等）。
合奏團都會有一人擔當領袖（或稱隊長）角色，這在流行音樂團體中較常見，隊長亦沒有限定須由哪類樂手擔任，因此，可以是鼓手、吉他手、或是負責主音的歌手擔當也沒有問題；而在古典音樂團體中，往往都由一位指揮帶領，或由稱為「樂團首席」的樂手擔任。不同的樂器組合亦可有各自的「聲部首席」，而第一小提琴手首席慣常亦會是管絃樂團或絃樂團的樂團首席。

## 古典音樂
對於規模較小的古典音樂合奏，較常以「室樂」稱呼，並且按照組合的人數，而為團體或樂曲而定名，而對於需要十名或以下樂手的組合，通常以「○重奏」表示：
- 二重奏（英语：Duet (music)）（Duet，亦可稱作“duo”，即指二人組）

簡單而然，一般以鋼琴伴奏的單器樂作品，均可稱為二重奏，如奏鳴曲等；亦有特定的組合，如莫扎特為小提和中提琴所寫的兩首二重奏（K.423、K.424）、巴格尼尼的小提琴與結他奏鳴曲等，而兩名鋼琴手於同一部鋼琴（四手聯彈）或分開兩部鋼琴彈奏,也符合二重奏的定義。
- 三重奏（Trio）
- 四重奏（Quartet）

四重奏是室樂中最多採用的組合方式，其中絃樂四重奏更是古典音樂歷史中其中一個重要的曲種。除此以外，木管四重奏（長笛、雙簧管、單簧管、巴松管）、鋼琴四重奏（鋼琴、小提琴、中提琴、大提琴）、薩克管四重奏、銅管四重奏亦是主要的四重奏組合。而梅湘的《时间终结四重奏》是在集中營囚禁期間寫成的作品，所用的樂器也是因應當時環境而得出。
而由女高音、女低音、男高音、男低音各1名所組成的無伴奏合唱，也是四重奏的一種，但聲樂則稱為「四重唱」。
- 五重奏（Quintet）

五重奏也是室樂中較多採用的組合方式，最著名的有絃樂五重奏（絃樂四重奏外加一名第二中提琴或低音提琴）、木管五重奏（木管四重奏另加圓號）、銅管五重奏（圓號、二支小號、長號及大號／上中音號）等。莫扎特和布拉姆斯都曾為單簧管和絃樂四重奏譜寫了單簧管五重奏；而舒伯特的《鱒魚五重奏》亦是十分著名的五重奏作品。
- 六重奏（Sextet）
- 七重奏（Septet）
- 八重奏（Octet）
- 九重奏（英语：Nonet (music)）（Nonet）
- 十重奏（英语：Decet (music)）（Decet）

當人數超過十人時，通常都會統稱作「合奏」，例如荀白克的《第1號室樂交響曲》，其德語標題便採用了「為15名獨奏樂手」的寫法。
而在聲樂方面，「重唱」的定義乃是不計算音樂伴奏，所以如只有一名歌唱者，則仍然稱為「獨唱」（Solo），兩名獨唱者為「二重唱」（Duet），如此類推。

## 外部連結
- 紐約公共圖書館數碼藏館內有關「音樂」的資料。 （页面存档备份，存于）
- Bands and Musician Listing （页面存档备份，存于）（德文）
- Helmut Kallmann; Patricia Wardrop; Jack Kopstein; Barclay Mcmillan. . . Historica Canada. 2022-04-01  [2022-04-01]. （原始内容存档于2022-04-09）.